# Juhnyírás

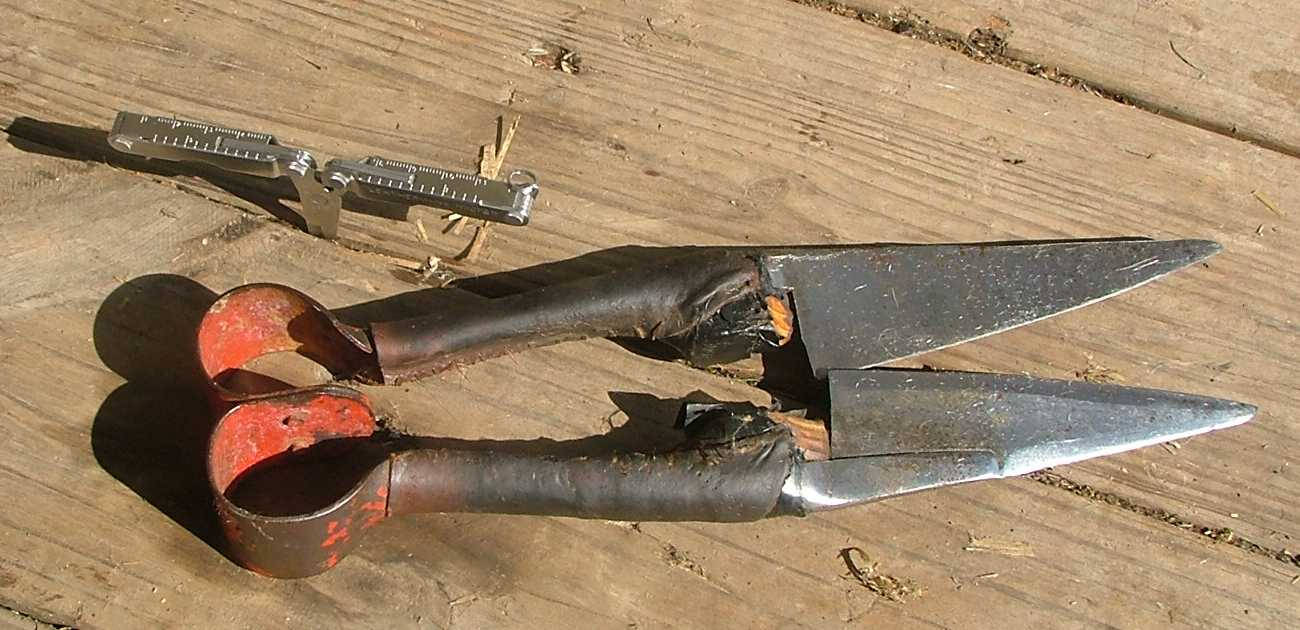
Rugós kézi juhnyíró olló

A juhnyírás vagy birkanyírás az a mezőgazdasági munkavégzés, amelynek során a gyapjukért is tartott juhok bundáját kézi ollóval vagy nyírógéppel eltávolítják. Egy egyedet évente rendszerint egyetlen, legfeljebb két alkalommal nyírnak, de ez utóbbi csak a hosszúgyapjas juhoknál gazdaságos, amelyek mindkét alkalommal kielégítő hosszúságú gyapjat biztosítanak. A birkanyírás ideje általában nyár elejére – Magyarországon hagyományosan az április–június közötti időszakra – tehető, hogy a megnyírt juhok a hidegebb idő beálltáig újabb, védelmet nyújtó bundát növeszthessenek. Egyéves bárányokat minden körülmények között csak egyszer nyírnak, a felnőtt egyedek (anyajuhok, kosok, ürük) esetleges második nyírásának augusztus–szeptemberig meg kell történnie.
A birkanyírást bevezető munkafolyamat hagyományosan a juhúsztatás volt, amelynek során természetes vízben vagy mesterséges kopolyában többször megúsztatták az állatokat, hogy gyapjukból a szenny és a zsír kiázzon, a bunda összetapadása megszűnjön. Az állatok megszáradása után kezdetét vehette a tényleges juhnyírás.
A 20. századig a munkát kézi juhnyíró ollóval végezték, általában egy erre a célra rendszeresített, rekeszekre osztott nyíróhodályban vagy ideiglenes nyírókarámban, másutt alacsony és széles nyírópadra fektették az összekötözött lábú juhot, vagy egyszerűen a farára ültetik az állatot. Magyarországon az idényszerűen összeállt nyíróbanda tagjait nyíróknak nevezték. Régészeti leletek alapján a vaskor óta folyamatosan kétféle nyíró szerszámot használtak világszerte: a karikás rugóval ellátott ollót vagy a szabászollóhoz hasonló, kétszárú eszközt. A 20. századtól egyre elterjedtebb az emberi hajnyíró géppel azonos elven működő, elektromos juhnyíró gép használata, amellyel a korábbi 30-40 helyett naponta akár 60-100 juh is megnyírható. Az állatot rendszerint egyik oldalára fektetve a fejénél kezdik nyírni a fara felé, hasától a gerinc irányába haladva, ügyelve a nyírás folyamatosságára, a bunda egyben maradására.
A juhnyírást lezáró, a gyapjú feldolgozását megelőző munkafolyamat a lenyírt gyapjú osztályozása. Ennek során a bundát a nyírási felülettel (azaz tarlós felével) felfelé az osztályozórácsra terítik, s a színgyapjútól gondosan különválasztják a bunda szélét, szecskáját, valamint a gyengébb minőségű, a hason, a lábon és a fartájékon nőtt bundát, az ún. haslábat. Emellett különválogatják az eltérő tulajdonságokkal rendelkező ürü-, toklyó- és anyaszőrt is.
A birkanyíráshoz régebben a világ minden táján kötődött valamifajta pásztorünnep is, Magyarországon, Angliában, Írországban, Spanyolországban, az Amerikai Egyesült Államokban és Ausztráliában egyaránt.